# Okręg wyborczy Sheffield Park
Okręg wyborczy Sheffield Park powstał w 1918 r. i wysyłał do brytyjskiej Izby Gmin jednego deputowanego. Okręg obejmował część miasta Sheffield. Został zniesiony w 1983 r.

## Deputowani do brytyjskiej Izby Gmin z okręgu Sheffield Park
- 1918–1923: Henry Kenyon Stephenson, Partia Liberalna
- 1923–1929: Richard Storry Deans, Partia Konserwatywna
- 1929–1931: George Lathan, Partia Pracy
- 1931–1935: Arthur Benn, Partia Konserwatywna
- 1935–1942: George Lathan, Partia Pracy
- 1942–1950: Thomas Burden, Partia Pracy
- 1950–1983: Frederick Mulley, Partia Pracy